# Атина (Италия)
Вижте пояснителната страница за други значения на Атина.
Атина (на италиански: Atina) e италиански град и община в Лацио в Централна Италия. Намира се в провинция Фрозиноне и на 130 км югоизточно от Рим. Има 4537 жители (на 1 януари 2009).
Според легендата Атина е основана от Сатурн. Град е на волските и през самнитските войни е завладян от римляните и става муниципиум.
Разрушаван е от лангобардите и през 1349 г. от земетресение. От 1927 г. е в провинция Фрозиноне.
Покровител на града е Свети Марко Галилей. Празникът на града се празнува на 1 октомври.